# 2 سبتمبر
- السبت
- الأحد
- الاثنين
- الثلاثاء
- الأربعاء
- الخميس
- الجمعة

- 307 ربيع الأول 1447  هـ
- 318 ربيع الأول 1447  هـ
- 19 ربيع الأول 1447  هـ
- 210 ربيع الأول 1447  هـ
- 311 ربيع الأول 1447  هـ
- 412 ربيع الأول 1447  هـ
- 513 ربيع الأول 1447  هـ
- 614 ربيع الأول 1447  هـ
- 715 ربيع الأول 1447  هـ
- 816 ربيع الأول 1447  هـ
- 917 ربيع الأول 1447  هـ
- 1018 ربيع الأول 1447  هـ
- 1119 ربيع الأول 1447  هـ
- 1220 ربيع الأول 1447  هـ
- 1321 ربيع الأول 1447  هـ
- 1422 ربيع الأول 1447  هـ
- 1523 ربيع الأول 1447  هـ
- 1624 ربيع الأول 1447  هـ
- 1725 ربيع الأول 1447  هـ
- 1826 ربيع الأول 1447  هـ
- 1927 ربيع الأول 1447  هـ
- 2028 ربيع الأول 1447  هـ
- 2129 ربيع الأول 1447  هـ
- 2230 ربيع الأول 1447  هـ
- 231 ربيع الآخر 1447  هـ
- 242 ربيع الآخر 1447  هـ
- 253 ربيع الآخر 1447  هـ
- 264 ربيع الآخر 1447  هـ
- 275 ربيع الآخر 1447  هـ
- 286 ربيع الآخر 1447  هـ
- 297 ربيع الآخر 1447  هـ
- 308 ربيع الآخر 1447  هـ
- 19 ربيع الآخر 1447  هـ
- 210 ربيع الآخر 1447  هـ
- 311 ربيع الآخر 1447  هـ

2 سبتمبر أو 2 أيلول أو يوم 2 \ 9 (اليوم الثاني من الشهر التاسع) هو اليوم الخامس والأربعون بعد المئتين (245) من السنين البسيطة، أو اليوم السادس والأربعون بعد المئتين (246) من السنين الكبيسة وفقًا للتقويم الميلادي الغربي (الغريغوري). يبقى بعده 120 يوما لانتهاء السنة.

## أحداث
- 47 ق.م - ملكة مصر كليوباترا السابعة تنصّب ابنها شريكًا لها في المُلك تحت اسم بطليموس الخامس عشر قيصرون.
- 31 ق.م - القائد الروماني أوكتافيوس ينتصر على خصمة ماركوس أنطونيوس وزوجته ملكة مصر كليوباترا في معركة أكتيوم البحرية في البحر الأيوني.
- 421 ـ غالا بلاسيديا، زوجة الإمبراطور قسطنطينيوس الثالث تترمل للمرة الثانية، بعد وفاة الإمبراطور جرّاء مرض مفاجئ.
- 1192 - ريتشارد قلب الأسد يعقد معاهدة صلح مع صلاح الدين الأيوبي ليحتفظ الصليبيون بشريط ساحلي يمتد من صور إلى يافا ويسمح صلاح الدين الأيوبي للحجاج والتجار بزيارة القدس.
- 1666 - اندلاع حريق في لندن ظل مشتعلًا لمدة ثلاثة أيام وحول أكثر من عشرة آلاف منزل إلى رماد.
- 1752 - بريطانيا العظمى تعتمد التقويم الغريغوري رسميًا، وذلك بعد ما يقرب من قرنين من تبني معظم دول أوروبا الغربية له.
- 1789 - تأسيس وزارة الخزانة الأمريكية.
- 1811 - تأسيس جامعة أوسلو تحت اسم جامعة فريدريك الملكية، تيمنًا بالملك فريدريك السادس ملك الدنمارك والنرويج.
- 1870 - نشوب معركة سيدان ضمن الحرب الفرنسية البروسية حيث أسرت القوات البروسية إمبراطور فرنسا نابليون الثالث ومئة ألف من جنوده.
- 1885 - مئة وخمسون عامل منجم من البيض في مدينة روك سبرينغز بولاية وايومنغ يهاجمون زملاءهم من الصينيين، فيقتلون منهم 28 ويجرحون 15 ويطردون المئات منهم خارج المدينة، فيما عرف باسم مجزرة روك سبرينغز.
- 1898 - هزيمة قوات المهدية في معركة كرري على يد قوات بريطانية مصرية بقيادة هربرت كتشنر.
- 1909 - ملك المملكة المتحدة إدوارد السابع يصادق على قانون «الاتحاد الجنوب أفريقي» الذي ينظم الحياة السياسية والانتخابات في جنوب أفريقيا التي كانت خاضعة للتاج البريطاني، وكان هذا القانون يعتمد على أساس نظام التمييز العنصري ضد الأغلبية السوداء في جنوب أفريقيا وهو النظام الذي استمر حتى مطلع التسعينات من القرن العشرين.
- 1921 - الحكومة البريطانية تعترف بالملك عبد العزيز بن عبد الرحمن بن فيصل آل سعود (مؤسس المملكة العربية السعودية) سلطانًا على منطقة نجد بشبه الجزيرة العربية.
- 1938 - السلطات التركية تقوم بتغيير اسم لواء الإسكندرون إلى الاسم التركي هاتاي.
- 1941 - «أكاديمية العلوم والفنون الأمريكية» تسجل مجسم جائزة الأوسكار كعلامة تجارية محمية بقانون العلامات التجارية والملكية الفكرية وذلك بعد تحول التمثال لأهم جائزة في عالم السينما.
- 1944 - إيطاليا تبرم معاهدة مع حكام اليمن تعطي لها الحق في السيطرة على الساحل الشرقي للبحر الأحمر.
- 1945 - انتهاء الحرب العالمية الثانية.
- 1969 - تركيب أول آلة صرف آلي في الولايات المتحدة.
- 2007 - الجيش اللبناني يعلن سيطرته الكاملة على مخيم نهر البارد ونهاية العمليات العسكرية في المخيم وذلك بعد القضاء على أفراد تنظيم فتح الإسلام واعتقال بقية أفراده.
- 2014 - تنظيم الدولة الإسلامية في العراق والشام ينشر تسجيلاً يظهر فيه إعدام الصحافي الأميركي ستيفين سوتلوف الذي اختطف في حلب في آب 2013.
- 2015 -
  - الصاروخ الروسي سويوز ت م ا-18م ينطلق بنجاح وعلى متنه ثلاث رواد فضاء بإتجاه محطة الفضاء الدولية.
  - العثور على جثة الطفل السوري اللاجئ آيلان الكردي على شاطئ تركي، وصورة جثمانه تهز العالم وتصدم الرأي العام.
- 2018 - حريق هائل يدمر متحف البرازيل الوطني في ريو دي جانيرو، مما تسبب بضياع أكثر من 20 مليون قطعة، جُمعت على مدار أكثر من مئتي عام كانت محفوظة فيه، وفقًا لموقع المتحف.
- 2019 - اندلاع حريق على متن مركبٍ لِلغوص قبالة جزيرة سانتا كروز بِولاية كاليفورنيا الأمريكيَّة، يودي بِحياة 34 شخصًا على الأقل ويُصيب 5 آخرين بِجُرُوح.

## مواليد
- 1726 - جون هوارد، مصلح سجون بريطاني.
- 1853 - فيلهلم أوستفالد، عالم كيمياء ألماني حاصل على جائزة نوبل في الكيمياء عام 1909.
- 1877 - فردريك سودي، عالم كيمياء بريطاني حاصل على جائزة نوبل في الكيمياء عام 1921.
- 1912 - بيل شانكلي، لاعب كرة قدم اسكتلندي.
- 1918 - محمود الشريف، ملحن مصري.
- 1944 - جون ثيو، لاعب كرة قدم بلجيكي.
- 1949 - علي كريم، ممثل سوري.
- 1950 - سعاد عبد الله، ممثلة كويتية.
- 1952 - جيمي كونرز، لاعب كرة مضرب أمريكي.
- 1960 - محمد العجيمي، ممثل كويتي.
- 1961 - كارلوس فالديراما، لاعب كرة قدم كولومبي.
- 1964 - كيانو ريفز، ممثل كندي.
- 1966 - سلمى حايك، ممثلة مكسيكية من أصل لبناني.
- 1967 - أندرياس مولر، لاعب كرة قدم ألماني.
- 1968 - سينثيا واتروس، ممثلة أمريكية.
- 1971 - سيزار سانشيز، لاعب كرة قدم إسباني.
- 1977 - فريديريك كانوتي، لاعب كرة قدم من مالي.
- 1979 - يوسف اليوحة، لاعب كرة قدم كويتي.
- 1982 - جوي بارتون، لاعب كرة قدم إنجليزي.
- 1985 - لبنى كمر، ممثلة ومغنية عراقية.
- 1989 - ألكساندر باتو، لاعب كرة قدم برازيلي.

## وفيات
- 1865 - ويليام روان هاميلتون، عالم فيزياء ورياضيات أيرلندي.
- 1936 - نعمان الأعظمي، عالم وفقيه وداعية عراقي.
- 1962 - أحمد علام، ممثل مصري.
- 1965 - فؤاد جرداق، شاعر وصحفي لبناني.
- 1967 - فرانسيس أويمت، لاعب غولف أمريكي.
- 1969 - هو تشي منه، رئيس جمهورية فيتنام الديمقراطية.
- 1973 - جون رونالد رويل تولكين، كاتب بريطاني.
- 1990 - علاء محي الدين، سياسي مصري.
- 1991 - ألفونسو جارسيا روبلز، دبلوماسي مكسيكي حاصل على جائزة نوبل للسلام عام 1982.
- 1992 -
  - باربرا مكلنتوك، عالمة أمريكية في علم الوراثة الخلوية حاصلة على جائزة نوبل في الطب عام 1983.
  - محمد باقر أبو خمسين، فقيه وشاعر وكاتب سعودي.
- 2007 - رجاء بلمليح، مغنية مغربية.
- 2016 - إسلام كريموف، رئيس أوزبكستان.
- 2018 - كوثر رمزي، ممثلة مصرية.
- 2022 -
  - علي عبد الخالق، مُخرج مصري.
  - نور الدين بكر، مُمثل مغربي.

## أعياد ومناسبات
- اليوم الوطني في فيتنام.
- عيد الاستقلال في ترانسنيستريا.
- يوم المعلم في سنغافورة.

## وصلات خارجية
- وكالة الأنباء القطريَّة: حدث في مثل هذا اليوم.
- النيويورك تايمز: حدث في مثل هذا اليوم.
- BBC: حدث في مثل هذا اليوم.